# Nunataki Levickogo
Nunataki Levickogo är en nunatak i Antarktis. Den ligger i Östantarktis. Australien gör anspråk på området. Toppen på Nunataki Levickogo är 1 973 meter över havet.
Terrängen runt Nunataki Levickogo är huvudsakligen lite kuperad. Trakten är obefolkad. Det finns inga samhällen i närheten.